# مسييه 41

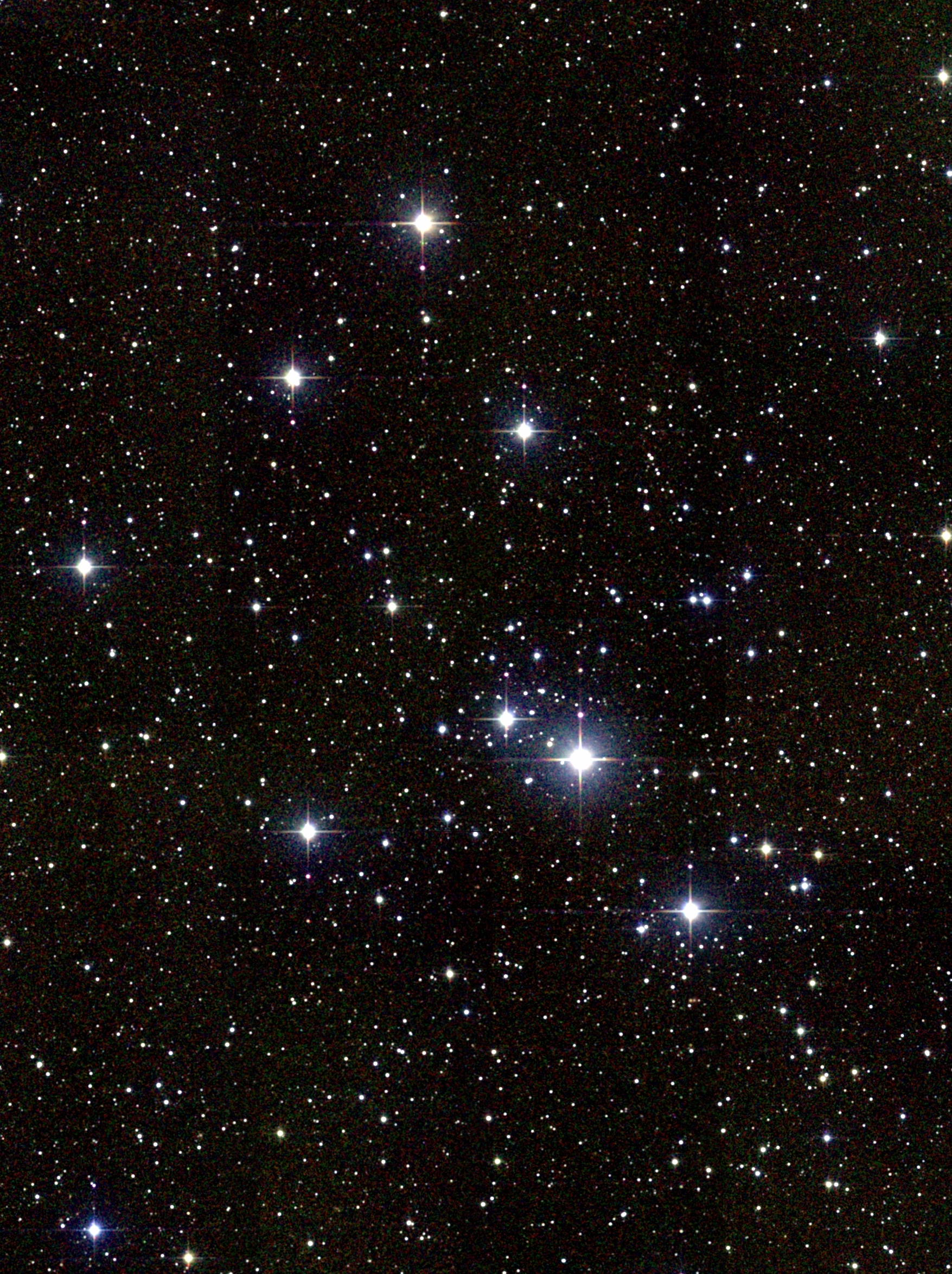

مسييه 41 أو م41 (بالإنجليزية: Messier 41 أو M41 أو NGC 2287) هو تجمع نجمي مفتوح يوجد في كوكبة الكلب الأكبر. اكتشفه جيوفاني باتيستا هوديرنا عام 1654 وربما كان معروفا لأرسطو  نحو 325 قبل الميلاد. ويقع مسييه 41  نحو 5 درجات جنوبا من سيريوس، ويحوي نحو 100 من النجوم من ضمنها عدة عمالقة حمراء. وألمع نجم في التجمع يبدي طيفا من تصنيف العمالقة K3 وهو يقع في مركز التجمع.
يبدو أن هذا التجمع يتحرك بعيدا عن المجموعة الشمسية بسرعة 23 كيلومتر في الثانية. ويقدر قطر التجمع مسييه 41 بين 25 - 26 سنة ضوئية ويقدر عمره بين 190 و240 مليون سنة.

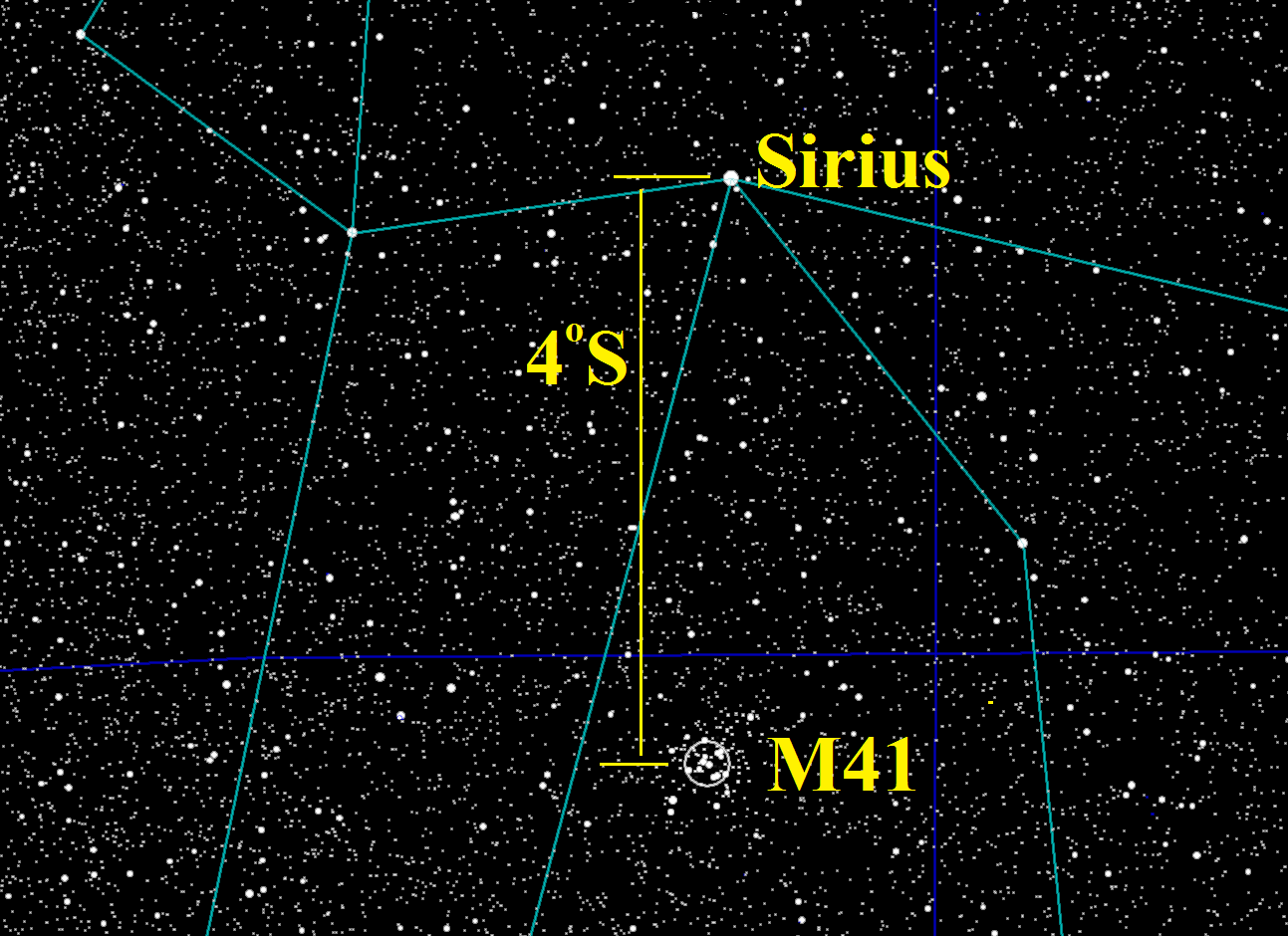
ميسييه 41

ترجع التسمية NGC 2287 إلى الفهرس العام الجديد ويمكن مشاهدة التجمع بواسطة تلسكوب بسيط.

## اقرأ أيضا
- علم الفلك للأشعة السينية
- سداسية زايفرت
- سكوربيوس إكس-1
- قزم أبيض
- عملاق أحمر
- نجم
- نجم نيوتروني
- مجرة
- الانفجار العظيم
- خط زمني للانفجار العظيم
- ثقب أسود
- نابض
- نجم متغير
- متغير سيفيدي
- نجم الدجاجة إكس-1

## وصلات خارجية
- موقع الكون في الإنترنت
- Messier 41, SEDS Messier pages
- NightSkyInfo.com - M41 نسخة محفوظة 20 يوليو 2020 على موقع واي باك مشين.
- M41 Hires LRGB CCD Image